# Pietra di Comiso
La pietra di Comiso è una roccia di calcare dalla grana compatta, estratta dalle cave di Comiso, da cui prende il nome.

## Descrizione
Si è formata nell'Oligocene superiore; ha colore paglierino, un peso specifico di 2490 kg/m3, resistenza alla compressione di Mpa 100, resistenza alla flessione di Mpa 21,1 e resistenza al calore di classe A.
Possiede molte delle caratteristiche del marmo, per questo viene ampiamente usata come materiale da costruzione per interni ed esterni.
Esiste un marchio collettivo, creato nel 2001, che contraddistingue la pietra di Comiso e i manufatti realizzati con essa.